# Stemma del Gabon
Lo stemma del Gabon è stato adottato nel luglio 1963. 
Esso è stato disegnato dal vessillologo e araldista svizzero Louis Mühlemann, membro fondatore della FIAV e anche disegnatore dello Stemma della Repubblica del Congo.

## Descrizione
Gli animali che sostengono lo scudo centrale sono due pantere e simboleggiano il coraggio e la vigilanza. I tre dischi d'oro sulla parte superiore, di sfondo verde, dello scudo centrale simboleggiano la ricchezza mineraria del Paese. La parte inferiore dello scudo, di sfondo giallo, raffigura una nave di colore nero che veleggia sulle onde, di colore blu, e identifica il movimento verso un futuro più luminoso. L'albero okoumé posto sopra lo scudo è un altro simbolo nazionale. Su un nastro bianco che avvolge l'albero sulla chioma è riportata la dicitura UNITI PROGREDIEMUR (in latino "uniti andremo avanti"), mentre all'altezza della radice dell'albero stesso è presente la dicitura UNION, TRAVAIL, JUSTICE (in francese "unione, lavoro, giustizia"), motto ufficiale del Gabon.